# Le Baiser (Miró)
Pour les articles homonymes, voir Le Baiser.
Le Baiser est un tableau réalisé par le peintre espagnol Joan Miró en 1924. Cette huile sur toile représente deux personnages pendant un baiser. Elle est conservée au sein de la collection de Jose Mugrabi, à New York.